# Kasese
Kasese è un centro abitato dell'Uganda, situato nella Regione occidentale. 
È sede vescovile cattolica.